# Họ Lợn
Họ Lợn (Suidae) là một họ động vật có vú gồm các loài được gọi là lợn hay heo (tiếng Anh: Pig, Hog, Swine hoặc Boar) trong Bộ Guốc chẵn. Cùng với nhiều loài hóa thạch, hiện có 18 loài còn sinh tồn được công nhận, (hoặc 19 loài nếu tính riêng lợn nhà và lợn rừng), được phân loại vào từ 4 - 8 chi. Trong Họ này, chi Sus bao gồm lợn nhà (Sus Scrofa localus hoặc Sus localus), và nhiều loài lợn hoang từ châu Âu đến Thái Bình Dương. Các chi khác bao gồm lợn hươu và lợn bướu. Tất cả các loài lợn có nguồn gốc từ Cựu Thế giới, phân bố từ châu Á đến châu Âu và châu Phi.
Hóa thạch Suidae cổ nhất có niên đại từ thế Oligocen ở châu Á, rồi các loài hậu duệ lan đến châu Âu vào thế Miocen. Các loài hóa thạch thích ứng với nhiều chế độ ăn khác nhau, từ ăn thuần thực vật đến có lẽ cả ăn xác chết (Phân họ Tetraconodontinae).

## Phân loại

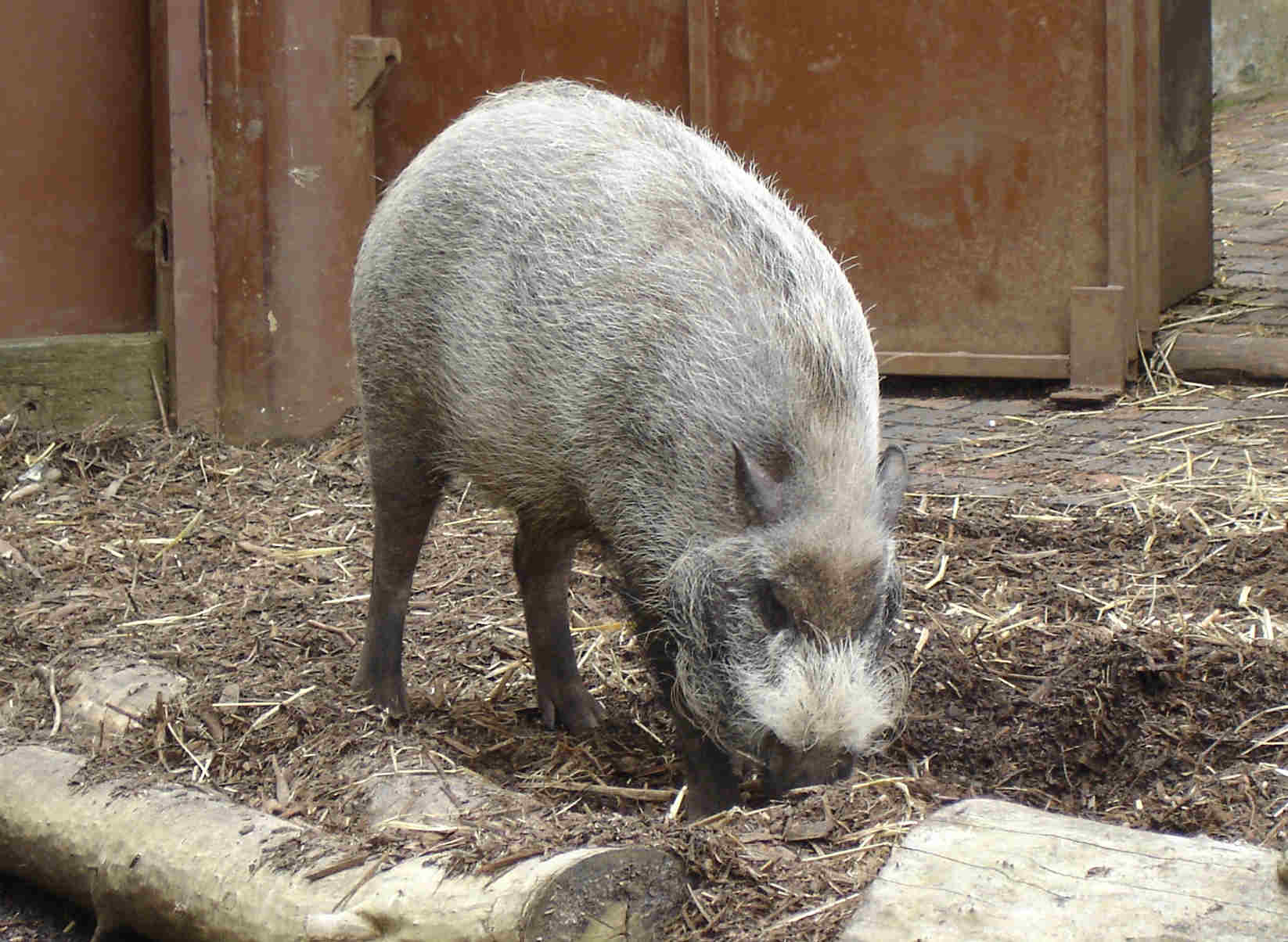
Sus barbatus

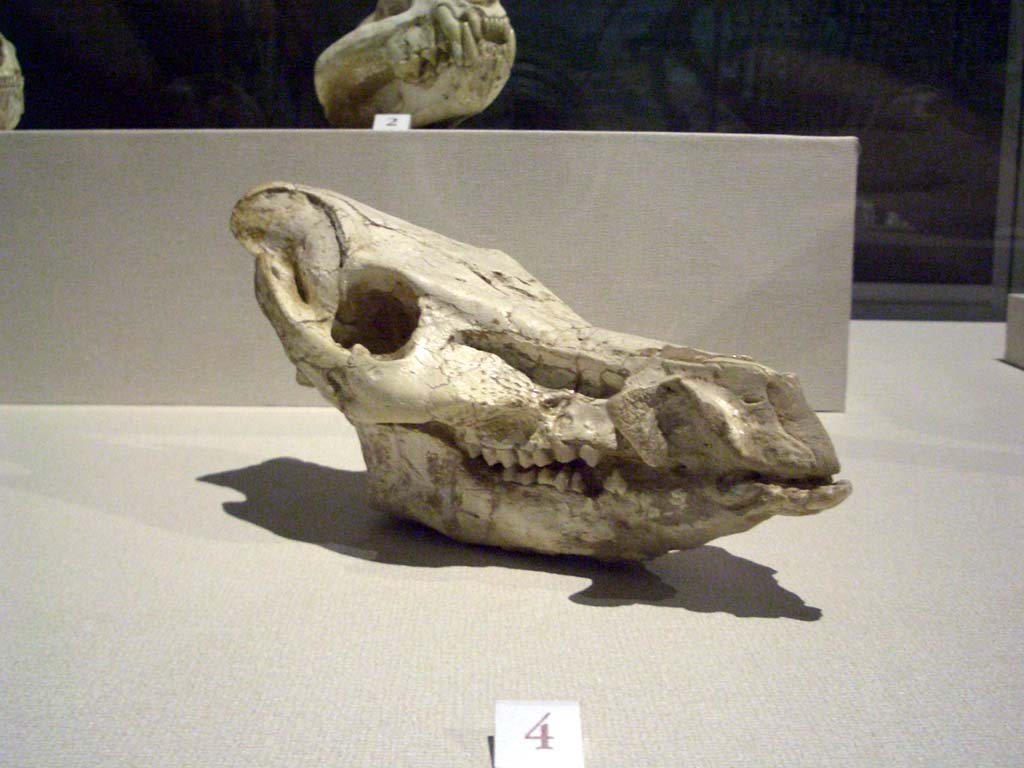
Sọ hóa thạch Chleuastochoerus

Mười bảy loài trong họ Lợn sau hiện được công nhận:
| Hình ảnh | Chi           | Loài còn sinh tồn |
| -------- | ------------- | --- |
|          | Sus           | - Sus ahoenobarbus - Sus barbatus - Sus cebifrons - Sus celebensis - Sus oliveri - Sus philippensis - Sus scrofa – lợn rừng - Sus scrofa domesticus – lợn nhà (có lúc được nhìn nhận là loài riêng biệt) - Sus verrucosus |
|          | Porcula       | - Porcula salvania |
|          | Hylochoerus   | - Hylochoerus meinertzhageni |
|          | Potamochoerus | - Potamochoerus larvatus - Potamochoerus porcus |
|          | Phacochoerus  | - Phacochoerus africanus - Phacochoerus aethiopicus |
|          | Babyrousa     | - Babyrousa babyrussa - Babyrousa bolabatuensis - Babyrousa celebensis - Babyrousa togeanensis |

### Chi tuyệt chủng
Danh sách chi tuyệt chủng chưa đầy đủ, đơn vị phân loại tuyệt chủng được đánh dấu dấu chữ thập "†":
- Suidae
  - Phân họ †Cainochoerinae
    - Chi †Albanohyus
    - Chi †Cainochoerus

  - Phân họ †Hyotheriinae
    - Chi †Aureliachoerus
    - Chi †Chicochoerus
    - Chi †Chleuastochoerus
    - Chi †Hyotherium
    - Chi †Nguruwe (formerly placed in Kubanochoerinae)[4][5]
    - Chi †Xenohyus

  - Phân họ †Listriodontinae[4]
    - Tông †Kubanochoerini
      - Chi †Kubanochoerus (danh pháp đồng nghĩa của Libycochoerus, Megalochoerus)

    - Tông †Listriodontini
      - Chi †Eurolistriodon
      - Chi †Listriodon (danh pháp đồng nghĩa của Bunolistriodon)

    - Tông †Namachoerini
      - Chi †Lopholistriodon
      - Chi †Namachoerus

  - Subfamily Suinae
    - Tông Suini
      - Chi †Eumaiochoerus (Miocen)
      - Chi †Hippopotamodon (Miocen đến Pleistocen)
      - Chi †Korynochoerus (Miocen đến Pliocen)
      - Chi †Microstonyx (Miocen)
      - Chi Porcula
      - Chi Sus (Miocen đến nay)

    - Tông Potamochoerini
      - Chi †Celebochoerus (Pliocen đến Pleistocen)
      - Chi Hylochoerus (Pleistocen đến recent)
      - Chi †Kolpochoerus (Pliocen đến Pleistocen)
      - Chi Potamochoerus (Miocen đến nay)
      - Chi †Propotamochoerus (Miocen đến Pliocen)

    - Tông †Hippohyini
      - Chi †Hippohyus (Pliocen)
      - Chi †Sinohyus (Pliocen)
      - Chi †Sivahyus (Pliocen)

    - Tông Phacochoerini
      - Chi †Metridiochoerus (Pliocen đến Pleistocen)
      - Chi Phacochoerus (Pliocen đến nay)
      - Chi †Potamochoeroides (Pliocen, có lẽ cả Pleistocen)
      - Chi †Stylochoerus (Pleistocen)

    - Tông Babyrousini
      - Chi Babyrousa (Pleistocen tới nay)

  - Phân họ †Tetraconodontinae
    - Chi †Conohyus
    - Chi †Notochoerus
    - Chi †Nyanzachoerus
    - Chi †Parachleuastochoerus
    - Chi †Sivachoerus
    - Chi †Tetraconodon

  - Chưa rõ phân họ (incertae sedis)
    - Chi †Hemichoerus
    - Chi †Hyosus
    - Chi †Kenyasus (trước xếp vào Kubanochoerinae)[5]
    - Chi †Schizochoerus[5]
    - Chi †Sinapriculus[5]